# Будимир Буца Јовановић
Будимир Буца Јовановић (Гунцати, 1931 — Београд, 1987) био је српски композитор и хармоникаш.

## Биографија
Рођен је у насељу Гунцати, општина Барајево, Београд 1931. године, а умро у децембру 1987. године у Београду.
Музиком се бавио више од четрдесет година. Као дете од 6 година почео је да свира хармонику. Његов отац је још пре Другог светског рата свирао дијатонску хармонику са три реда, а негде пред почетак рата прешао је на граматичну хармонику са 5 редова. Буца је уочи рата неколико месеци свирао на дијатонској хармоници, а затим је 1938./39. прешао на дугметару, марке "Равнер". Прво је учио од оца, а касније од Илије Спасојевића и Стевице Станковића.
Полу-професионално, музиком почиње да се бави већ са 13-14 година, свирајући вашаре, свадбе, игранке...
На Радио Београду почиње да ради већ 1951. године (Београд 2).
Свој ансамбл основао је 1963. године и готово до смрти професионално се бавио музиком у духу народног мелоса.
Створио је многе песме и игре, а на естрадни пут својим композицијама извео је многе певаче. Стекао је много пријатеља, а добио безброј писама од обожавалаца као признање за своје стваралаштво.
Буца Јовановић није градио солистичку каријеру хармоникаша, већ је претежно наступао са својим оркестром са којим је успео да створи својеврстан симфонијски начин музицирања. Његови аранжерски подухвати са необичним, али веома прикладним хармонијским решењима, учинили су га познатим у дискографском свету.
Пред крај живота био је у болници, али пар дана пре него што је преминуо, побегао је и вратио се кући. Последњих дана живота свирао је само једну песму "Пружи руку на растанку", коју је написао З. Маринковић, а отпевао Цвеле Радовановић.
Године 2019, постхумно му је додељено признање "Национални естрадно-музички уметник Србије".

## Дискографија
Издао је плочу за ПГП-РТБ 1967. године, на којој се налазе четири кола: Момачки заплет, Гружанка, Гунцатско коло, Лазаревачко коло.
За Шабана Шаулића, компоновао је следеће песме:
- Био сам пијанац
- Ниси дошла када сам те звао
- Зашто се љубав за љубав не враћа
- Звао сам те некад сунце моје
- Што ме мучиш, проклети животе
- Никад јој опростити нећу
- Нема је, другови, нема
- Ја плаћам љубави данак
- Док могу очима да гледам
- Сећам се те жене
- Љубав наша прошлости припада
- Дајте ми утјеху
- Како си мајко, како си оче
- Због неверства једне жене
- Твој мио глас
- Не питај ме како ми је, друже
- Свадба неће бити
- Овде су свирали тихо
- Не чекај, мајко, сина
- Душа ме боли, драга
- Удаше те твоји
- Немој, драга
- Стари кочијаш
- Сутра нек дође крај

За Бору Спужића компоновао је следеће песме:
- Дођи, ублажи бол срца мог
- Ој, Дунаве плави
- На растанку
- Кад дође дан
- Ако, драга, сретнеш мајку моју
- Незаборавна љубав
- И последња нада беше ти
- Нећу те клети, драга
- Гоцино коло

За Виду Павловић компоновао је следеће песме:
- Теку часи бола
- Не спремај, мајко, дарове
- Никада више, никада
- Усамљена жена
- Дошли дани тугом расплакани
- Пусти, мајко, на прозор да станем
- Веровах му

За Лепу Лукић компоновао је следеће песме:
- Оплакана љубав
- Косачу мој
- Брзи воз Београд - Бар

За Силвану Арменулић компоновао је следећу песму:
- Мајко, опрости

За Зорана Калезића компоновао је следеће песме:
- Како је лепо у мом крају
- Да л' још цветаш, румена ружо
- Не одлази
- Успомено из младости моје
- Дођи, дођи

За Гвоздена Радичевића компоновао је следеће песме:
- Један дан, једна ноћ
- Лијепа Мејрима
- Свадбена песма
- Полети голубе мој

За Живадина Жићу Којића компоновао је следеће песме:
- Одлази једно лето
- Због чега сада одлазиш
- Отишла си као вихор

Поред ових певача, Буца је компоновао и за многе друге, као што су: Тозовац („Виолино не свирај”), Добривоје Топаловић („Пшеница се повила у класу”), Славко Петровић („Данас, мајко, жениш сина”), Маринко Роквић („Момак весељак”, Занела ме светла великога града), Зорица Брунцлик („Рашири руке, мајко стара”), Аземина Грбић (He кажи ми збогом, Жао ми је, Тужна прича,Сањала сам ноћас очи твоје ), Бора Дрљача (Јоване, Јово, једини сине), Шеки Турковић, Ера Ојданић, Никола Урошевић и многи други.